# Tia (geslacht)
Tia is een geslacht van vlinders van de familie bladrollers (Tortricidae), uit de onderfamilie Olethreutinae.

## Soorten
- T. enervana (Erschoff, 1877)
- T. vulgana (McDunnough, 1922)